# مركز الزلزال السطحي

المركز السطحي أو المركز السطحي للزلزال أو ما فوق المركز أو مركز الزلزال السطحي أو بؤرة الزلزال السطحية (بالإنجليزية: Epicenter)‏ هي نقطة على سطح الأرض وتكون مباشرة أسفل مكان تركيز الزلزال، ويحدث فيها نتيجة تحرُّر الطاقة منها والتي تنشأ من خلال تحرّك الصخور وإزاحتها بسبب الضّغط الدّاخلي في الأرض وانكسار مباغث لصخور القشرة الارضية وتحدث فالق والفالق هو شق ينتج عن كسر الصخور الصلبة على مستوى سطح الأرض مشكلاً صفين وتحدث الإزاحة والحركة للجنبين معا أو لاحدهما فقط.